# To Steal a Book is an Elegant Offense
To Steal a Book is an Elegant Offense. Intellectual Property Law in Chinese Civilization ist ein 1995 bei Stanford University Press erschienenes Buch des amerikanischen Rechtswissenschaftlers William P. Alford. Alford untersucht die Unterschiede im Verständnis von geistigem Eigentum in der westlichen Welt und China, und findet das Verständnis in China dafür weitaus weniger ausgeprägt. Das Bild, das Alford in diesem Buch von China zeichnete, prägte seitdem die westliche Auffassung über das chinesische Urheberrechtsverständnis. Der Titel ist eine Paraphrase eines chinesischen Sprichworts.
Alford macht für das andere Urheberrechtsverständnis in China vor allem die Tradition des Konfuzianismus verantwortlich. Konfuzianische Traditionen verhinderten lange die Ausprägung individualistischer Eigentumsrechte, und daraus folgend auch die Entwicklung geistiger Eigentumsrechte. Die chinesische Beamtenprüfung, und damit die Möglichkeiten der Karriere, beruhten über ein Jahrtausend auf einem Lehrsystem, das möglichst genaues Kopieren und Auswendiglernen belohnte.
Kreativität und Originalität in der Kunst zeigte sich in diesem Zusammenhang in der transformativen Nutzung bereits bestehender Werke und der Anpassung des Vergangenen an die Gegenwart.
Neben der historischen Analyse geht er auf die beiden Versuche ein, wirkungsvolle Urheberrechtsgesetze westlichen Musters in China einzuführen. Trotz erheblichen Drucks der Kolonialmächte scheiterten diese Versuche im frühen 20. Jahrhundert und laut Alford scheitern sie auch gerade wieder Ende des 20. Jahrhunderts.
Alfords Forschungsansatz wurde in weiteren Studien aufgegriffen, beispielsweise von Peter K. Yu, Andrew Evans oder John Allan Lehman. Andererseits wurde ihm eine einseitige Interpretation vorgeworfen, die nur auf wenigen historischen Daten basiere. Alford betrachte allein die ideengeschichtlichen Ursachen und vernachlässige beispielsweise ökonomische und technische Unterschiede zwischen dem Westen und China. In China selbst kritisierten Forscher wie Zheng Chengsi, dass sich durchaus nach der Entwicklung der Druckerpresse urheberrechtsähnliche Institutionen herausgebildet hätten.
Während Alford und seine direkten Nachfolger auch die diversen Ansätze zu urheberrechtsähnlichen Systemen betonen und das System kreativer origineller Schöpfung in China beleuchten, dient das oft zitierte Standardwerk meist nur als Referenz, um eine generelle Unverträglichkeit westlicher und chinesischer Auffassungen zum geistigen Eigentum festzustellen. Das Buch sollte dazu führen, die Spannungen zwischen den USA und China abzubauen, und darauf hinweisen, dass Änderungen in China eine lange Zeit bräuchten, und dass diese von außen kaum beeinflusst werden können. Dennoch hat es oft zum Gegenteil beigetragen: es diente amerikanischen Stellen und Organisationen als Bestätigung, dass sie den Druck und die Einwirkung auf China erhöhen müssen.

## Ausgaben
- William P. Alford: To Steal a Book Is an Elegant Offense. Intellectual Property Law in Chinese Civilization. Stanford University Press, 1995.